# Loire et ses affluents
Loire et ses affluents este o arie protejată (sit de importanță comunitară — SCI) din Franța întinsă pe o suprafață de 1.315 ha, integral pe uscat.

## Localizare
Centrul sitului Loire et ses affluents este situat la coordonatele 44°48′33″N 4°02′10″E / 44.80917°N 4.03611°E.

## Înființare
Situl Loire et ses affluents a fost declarat arie specială de conservare în baza directivei 92/43 din 1992 referitoare la conservarea habitatelor naturale și a faunei și florei sălbatice pentru a proteja 3 specii de plante și 6 specii de animale.

## Biodiversitate
Situată în ecoregiunea continentală, aria protejată conține 9 habitate naturale: Cursuri de apă de la nivel de câmpie la nivel montan, cu vegetație Ranunculion fluitantis și Callitricho-Batrachion, Pajiști uscate europene, Turbării active, Mlaștini turboase de tranziție și turbării mișcătoare, Mlaștini împădurite, Grohotișuri calcaroase și de șisturi calcaroase de la nivelul montan până la nivelul alpin (Thlaspietea rotundifolii), Fânețe montane, Grohotișuri silicioase de la nivelul montan până la nivelul zăpezii (Androsacetalia alpinae și Galeopsietalia ladani), Păduri de fag acidofile atlantice, cu subarboret de Ilex și, uneori, de asemenea, Taxus, la nivelul arbuștilor (Quercion robori-petraeae sau Ilici-Fagenion).
La baza desemnării sitului se află mai multe specii protejate:
- plante (3): Buxbaumia viridis, Hamatocaulis vernicosus, curechi de munte (Ligularia sibirica)
- amfibieni (1): izvoraș-cu-burta-galbenă (Bombina variegata)
- mamifere (1): vidră de râu (Lutra lutra)
- nevertebrate (3): Austropotamobius pallipes, fluturele auriu (Euphydryas aurinia), fluturele purpuriu (Lycaena dispar)
- pești (1): zglăvoacă (Cottus gobio)